# Ahmed Zeghdar
Ahmed Zeghdar, né le 17 avril 1966 à Alger, est un homme politique algérien qui a été ministre de l'Industrie de 2021 à 2023. Il a été député à l'Assemblée populaire nationale de 2017 à 2021.

## Éducation
Zeghdar est titulaire d'un Magistère en Sciences Economiques (1998), d'un Diplôme d'expert-comptable (2001) et d'un Doctorat en Economie (2005) de l'Université d'Alger Benyoucef-Benkhedda.